# Дегтярня (Владимирская область)
Дегтярня — упразднённая деревня в Вязниковском районе Владимирской области России.

## География
Урочище находится в северо-восточной части области, в зоне хвойно-широколиственных лесов, в пределах Волжско-Окского междуречья, на правом берегу реки Исток, к востоку от автодороги 17Н-173, на расстоянии примерно 4 километров (по прямой) к северо-востоку от города Вязники, административного центра района.

### Климат
Климат характеризуется как умеренно континентальный. Средняя температура воздуха самого холодного месяца (января) — −11,1 °C (абсолютный минимум — −48 °С), средняя максимальная температура воздуха (июля) — +23,3 °С (абсолютный максимум — +37 °С). Годовое количество атмосферных осадков составляет около 607 мм, из которых 413 мм выпадает в период с апреля по октябрь.

## История
В «Списке населенных мест Владимирской губернии по сведениям 1859 года» населённый пункт упомянут как удельная деревня Дехтярня Вязниковского уезда, расположенная в 7 верстах от уездного города. В деревне насчитывалось 4 двора и проживал 41 человек (20 мужчин и 21 женщина).
По состоянию на 1905 год, в Дехтярне имелось 6 дворов и проживало 34 человека. В административном отношении деревня входила в состав Рыловской волости.
По данным 1926 года в деревне имелось 10 крестьянских хозяйств и проживало 67 человек (35 мужчин и 32 женщины). Являлась частью Мало-Удольского сельсовета Вязниковской волости.
На момент упразднения входила в состав Мало-Удольского сельсовета Вязниковского района. Упразднена решением облисполкома № 350 от 28 июня 1988 года как фактически не существующая.